# Primera División (Chile) 1956
Die Primera División 1956, auch unter dem Namen 1956 Campeonato Nacional de Fútbol Profesional bekannt, war die 24. Saison der Primera División, der höchsten Spielklasse im Fußball in Chile.
Die Meisterschaft gewann das Team von CSD Colo-Colo. Es war der siebte Meisterschaftstitel für den Klub.

## Modus
Die Teams spielen jeder gegen jeden mit Hin- und Rückspiel. Sieger ist die Mannschaft mit den meisten Punkten. Bei Punktgleichheit entscheidet das Torverhältnis. Sind die beiden besten Teams punktgleich, so gibt es ein Entscheidungsspiel.

## Teilnehmer
Die ersten dreizehn Teams der Vorsaison nahmen auch wieder in dieser Saison teil. Aufsteiger aus der zweiten Liga ist San Luis. Zehn Teams kommen aus der Hauptstadt Santiago, dazu spielen die Santiago Wanderers aus Valparaíso, Everton aus Viña del Mar, Rangers de Talca aus Talca und San Luis aus Quillota in der Liga.

## Tabelle
| Pl.                       | Verein               | Sp. | S  | U  | N  | Tore    | Diff. | Punkte |
| ------------------------- | -------------------- | --- | -- | -- | -- | ------- | ----- | ------ |
| 1.                        | CSD Colo-Colo        | 26  | 17 | 4  | 5  | 060:340 | +26   | 38     |
| 2.                        | Santiago Wanderers   | 26  | 12 | 9  | 5  | 044:320 | +12   | 33     |
| 3.                        | Rangers de Talca     | 26  | 11 | 9  | 6  | 039:310 | +8    | 31     |
| 4.                        | Unión Española       | 26  | 12 | 6  | 8  | 048:410 | +7    | 30     |
| 5.                        | CD Magallanes        | 26  | 9  | 11 | 6  | 044:390 | +5    | 29     |
| 6.                        | Everton              | 26  | 8  | 11 | 7  | 049:470 | +2    | 27     |
| 7.                        | Audax Italiano       | 26  | 9  | 8  | 9  | 040:410 | −1    | 26     |
| 8.                        | O’Higgins            | 26  | 8  | 10 | 8  | 041:430 | −2    | 26     |
| 9.                        | CD Palestino (M)     | 26  | 10 | 5  | 11 | 052:520 | ±0    | 25     |
| 10.                       | CD Green Cross       | 26  | 6  | 11 | 9  | 034:390 | −5    | 23     |
| 11.                       | Universidad de Chile | 26  | 8  | 5  | 13 | 038:450 | −7    | 21     |
| 12.                       | San Luis (N)         | 26  | 6  | 7  | 13 | 028:350 | −7    | 19     |
| 13.                       | Ferrobadminton       | 26  | 5  | 9  | 12 | 033:510 | −18   | 19     |
| 14.                       | Santiago Morning     | 26  | 6  | 5  | 15 | 036:560 | −20   | 17     |
| Quelle: , Stand: Endstand |                      |     |    |    |    |         |       |        |

## Beste Torschützen
| Rang | Spieler              | Klub         | Tore |
| ---- | -------------------- | ------------ | ---- |
| 1    | Guillermo Villarroel | CD O’Higgins | 19   |